# Vespula inexspectata
Vespula inexspectata är en getingart som beskrevs av Siegfried Eck 1991. Vespula inexspectata ingår i släktet jordgetingar, och familjen getingar. Inga underarter finns listade i Catalogue of Life.